# Ambroise Thomas
Charles Louis Ambroise Thomas (5. srpna 1811, Mety, Francie – 12. února 1896, Paříž, Francie) byl francouzský operní skladatel období romantismu (19. století), jehož nejvíce proslavily jeho opery Mignon (1866) a Hamlet (1868). Psal i komorní hudbu, balety a kantáty.

## Život a dílo
Narodil se 5. srpna 1811 ve francouzském Metzu a jeho oba rodiče byli učiteli hudby a i jejich syna Thomase hudba svedla již od velice útlého věku. Ve svých deseti letech dokonce výborně ovládal hru na piano a violoncello a v roce 1828 začal studovat na pařížské konzervatoři, kde získal mimo několika důležitých zkušeností týkající se hudby, i několik cen za svou komorní hudbu a kantáty, např. v roce 1832, byla jeho kantáta Hermann et Ketty oceněna Grand Prix de Rome. Ambroise Thomas byl velice pečlivým žákem a na konzervatoři velmi oblíben. I přes velký úspěch s komorní hudbou, změnil svoje zaměření a obrátil se hlavně na komponování pro divadlo, pro které tvořil téměř půl století řady baletů a oper pro vybrané pařížské obecenstvo.
I když jeho melodické, ale povrchní opery sklízely snadný úspěch, jejich tituly padly za nedlouhou dobu do zapomnění, až na několik árií nebo předeher jako je např. opera Raymond (1851). Thomas si začal pomalu uvědomovat, že upadá do zapomnění a slávu začínal sklízet konkurent Gounod. Na základě stále sílícího tlaku Gounoda se rozhodl, že svou slávu musí upevnit a dal se do komponování dvou oper, které přežily plynutí času a i dnes patří mezi oblíbené: Mignon (1866) a Hamlet (1868). Hned po prvních uvedeních se staly hitem a Thomas velice oblíbeným tvůrcem. Obě obsahují dojemné scény a příjemné melodicky typicky francouzského založení, ale jako hudební ekvivalenty téměř zcela neodpovídající literárním dílům Shakespearovým a Goethovým, jimiž byly inspirovány.

Na druhou stranu se však na Ambroise spustilo několik kritik, které jsou kladeny až dodnes a dalo by se říct, že Ambroise Thomase jaksi zastínily a daly vyniknout spíše jeho současníka Gounoda. Celkově posoudit dílo Ambroise Thomase je velice složité, ale některá díla jsou krásná a v historii hudby má Ambroise určitě své přednější místo. Mezi jeho méně známá díla patří i balety, např. La Tempête, který napsal v roce 1889. 

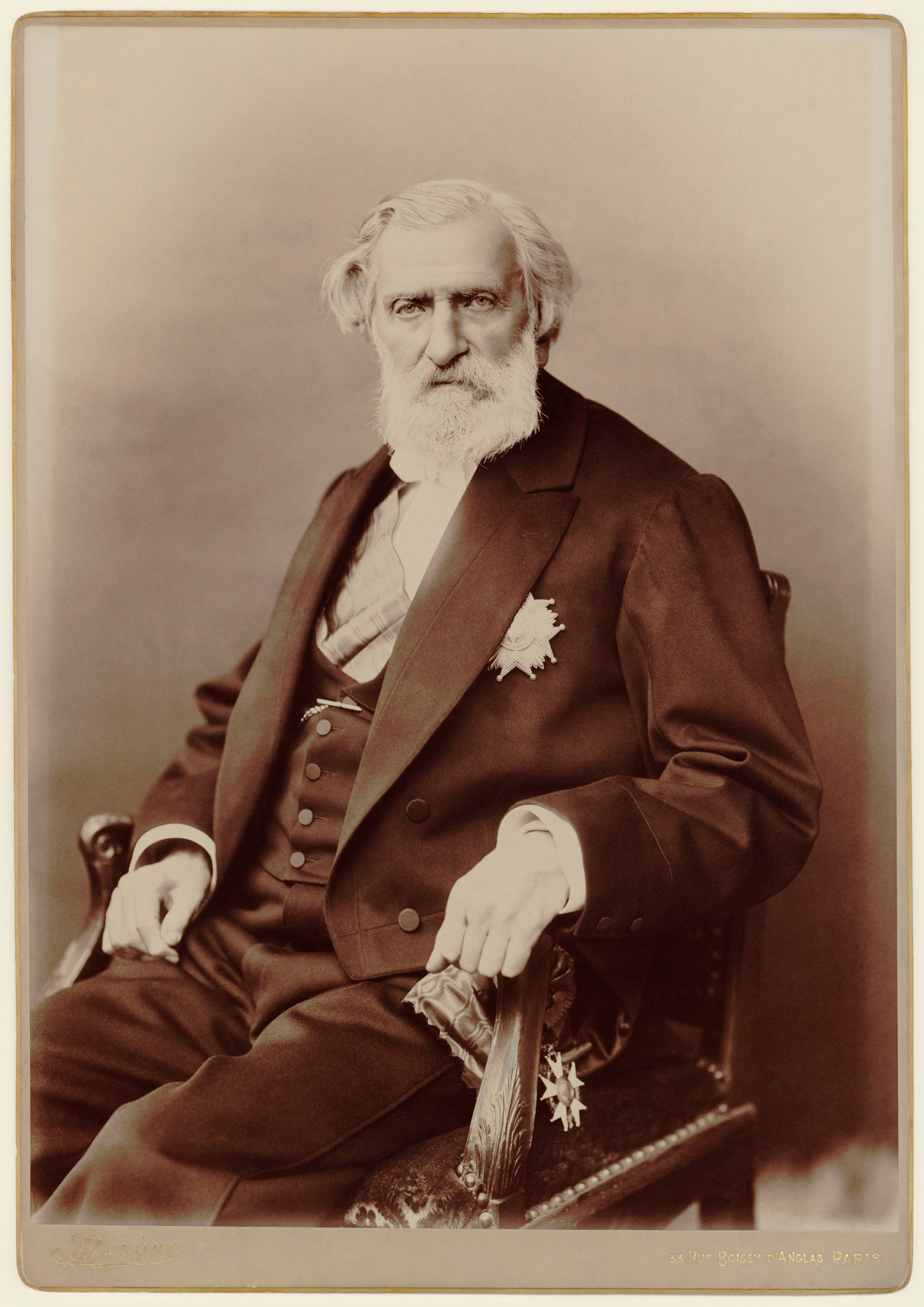
Charles Louis Ambroise Thomas

Jeho dílo za hranice Francie ale proniklo především až po jeho smrti – po roce 1896, kdy zemřel ve věku 84 let jako slavný, i když trochu zastíněný především operní tvůrce.
Byl mimo jiné i učitelem hudby dalšího významného francouzského skladatele Julese Masseneta (1894–1912) a jeho dílo mělo vliv na několik nejen francouzských operních skladatelů.

### Nejvýznamnější dílo
- La Double échelle, 1837
- Le Perruquier de la Régence, 1838
- Gipsy, 1839
- Le comte de Carmagnola, 1842
- Angélique et Médor, 1843
- Le Caïd, 1849
- Le Songe d'une nuit d'été, 1850
- Raymond, 1851
- Psyché, 1857
- Le Roman d'Elvire, 1860
- Mignon, 1866
- Hamlet, 1868
- Françoise de Rimini, Opéra de Paris, 1874
- La Tempête, balet, 1889